# Jean Wagner (football)
Jean Wagner, né le 3 décembre 1969, est un footballeur international luxembourgeois qui joue au poste de défenseur.

## Biographie

### En club
Sa carrière en club s'étale sur près de 21 saisons, entre 1989 et 2010. Il dispute un total de 362 matchs au sein du championnat du Luxembourg, inscrivant 24 buts. Il réalise sa meilleure performance lors de la saison 2003-2004, où il marque 4 buts.
Participant régulièrement aux tours préliminaires des compétitions européennes, il dispute 6 matchs en Ligue des champions, 6 matchs en Coupe de l'UEFA, 2 matchs en Coupe des coupes, et enfin 2 matchs en Coupe Intertoto.
Son palmarès est constitué de six titres de champion du Luxembourg, et de quatre Coupes du Luxembourg.

### En équipe nationale
Jean Wagner reçoit sept sélections en équipe du Luxembourg entre 2007 et 2008.
Il possède la particularité de connaître les honneurs de la sélection nationale en toute fin de carrière, le 13 octobre 2007, contre la Biélorussie. Il est alors âgé de 37 ans. Il joue son dernier match avec l'équipe du Luxembourg le 19 novembre 2008, contre la Belgique. Il a alors quasiment 39 ans.

## Palmarès
- Champion du Luxembourg en 1995, 1996, 1997, 1998, 1999 et 2004
- Vainqueur de la Coupe du Luxembourg en 1997, 1999, 2000 et 2010